# Dispensario Azúa

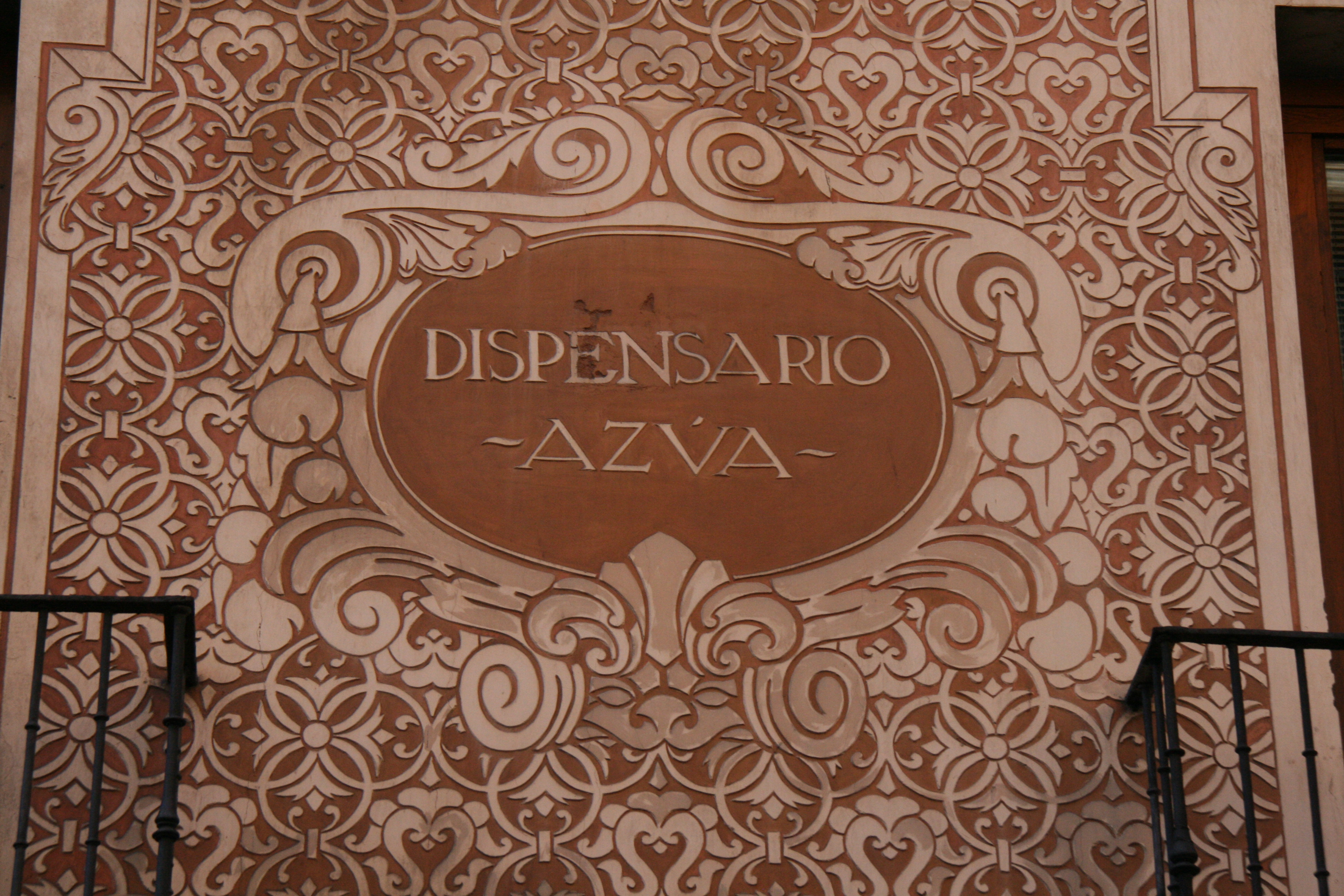
La fachada peculiar del "Dispensario" que da a la calle Segovia.

El Dispensario Azúa (conocido también como el Dispensario Antivenéreo Azúa) es un centro de salud especializado en el tratamiento de enfermedades venéras que se encuentra situado en la calle de Segovia, n.º 4, en Madrid. El nombre del centro se debe al médico especializado en enfermedades de transmisión sexual Juan de Azúa (1857-1922).

## Historia
Se inauguró en junio de 1924 por el general Martínez Anido durante la dictadura de Primo de Rivera como uno de los primeros dispensarios en el tratamiento de enfermedades venéras en España. Uno de los promotores fue el especialista Juan de Azúa Suárez, fundador de la actual Academia Española de Dermatología y Venerología. El dispensario ofrecía clases de bacteriología y análisis clínico así como conferencias venereológicas. Se construyeron otros dispensarios similares en otras regiones de España. El éxito de este tipo de centros fue grande, y ya en 1928 había poco más de medio centenar y en 1934 pasando más de cien.

## Edificio
El edificio que da su entrada a la calle Segovia tiene dos plantas. La planta baja se destinaba al tratamiento de las enfermedades venéreas de los hombres mientras que la segunda a la de las mujeres. Su interior se encuentra diseñado con diferentes puertas de acceso para preservar la intimidad de los enfermos. 